# Liste der Wappen im Landkreis Heidekreis
Diese Liste beinhaltet alle in der Wikipedia gelisteten Wappen des Landkreises Heidekreis in Niedersachsen.

## Landkreis Heidekreis und Vorgängerkreise
| Landkreis              | Wappen                               | Kommentare |
| ---------------------- | ------------------------------------ | --- |
| Heidekreis             | Wappen des Landkreises Heidekreis    | Genehmigt dem damaligen Landkreis Soltau-Fallingbostel am 2. April 1979, der zum 1. August 2011 in Landkreis Heidekreis umbenannt wurde: „Von Blau und Gold geteilt: oben ein schreitender, rot bewehrter blauer Löwe; unten auf niedrigem goldenen Schildfuß ein goldenes Megalithgrab aus einer Deckplatte auf zwei Lagern.“                                                                                     |
| Fallingbostel bis 1977 | Wappen des Landkreises Fallingbostel | Genehmigt durch das Preußische Staatsministerium am 13. August 1928: „Geteilt von Silber und Grün; oben ein aus drei schwarzen Steinplatten geformtes Hünengrab.“ Zum 1. August 1977 wurden die beiden Landkreise Soltau und Fallingbostel zum neugebildeten Landkreis Soltau-Fallingbostel zusammengeschlossen, der zum 1. August 2011 in Landkreis Heidekreis umbenannt wurde.                                   |
| Soltau bis 1977        | Wappen des Landkreises Soltau        | Genehmigt durch das Preußische Staatsministerium am 19. April 1934: „Geteilt von Gold und Silber; oben ein wachsender, rot bewehrter blauer Löwe, unten ein schwebendes schwarzes Nagelspitzkreuz.“ Zum 1. August 1977 wurden die beiden Landkreise Soltau und Fallingbostel zum neugebildeten Landkreis Soltau-Fallingbostel zusammengeschlossen, der zum 1. August 2011 in Landkreis Heidekreis umbenannt wurde. |

## Samtgemeinden
| Samtgemeinde   | Wappen | Kommentare |
| -------------- | ------ | --- |
| Ahlden         | Wappen | Genehmigt ????: „Schräglinks geteit von Blau und Gold; oben ein goldener Adlerflügel, unten ein roter gekrönter Löwe.“ |
| Rethem (Aller) | Wappen | Genehmigt 2016: „Das Wappen der Samtgemeinde Rethem (Aller) ist durch eine goldene (gelbe) Brücke geteilt im Verhältnis 2:1 von grün, worin ein naturfarbener stehender Weißstorch, über blau.“                                                   |
| Schwarmstedt   | Wappen | Die Samtgemeinde führt in ihrer Hauptsatzung das Wappen der Gemeinde Schwarmstedt: „Das Wappen der Samtgemeinde Schwarmstedt zeigt: In Silber einen roten Hauptschragen, darin eine goldene Pflugschar, begleitet von zwei silbernen Radkreuzen.“ |

## Städte und Gemeinden
Folgende Gemeinden führen kein Wappen:
- Böhme
- Frankenfeld

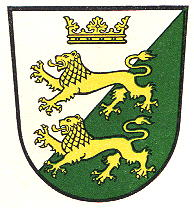
Flecken Ahlden (Aller)
Kreisstadt Bad Fallingbostel
Gemeinde Bispingen
Gemeinde Buchholz (Aller)
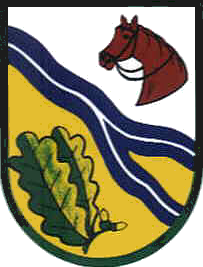
Gemeinde Eickeloh
Gemeinde Essel
Gemeinde Gilten
Gemeinde Grethem[7]
Gemeinde Hademstorf
Gemeinde Häuslingen
Gemeinde Hodenhagen
Gemeinde Lindwedel
Stadt Munster
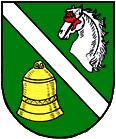
Gemeinde Neuenkirchen
Stadt Rethem (Aller)
Stadt Schneverdingen
Gemeinde Schwarmstedt (Details)
Stadt Soltau
Stadt Walsrode
Gemeinde Wietzendorf

## Ortsteile und historische Wappen

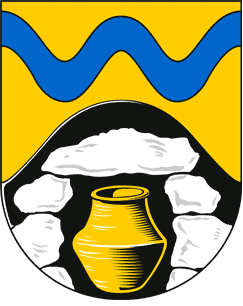
Stadt Walsrode Ortsteil Bomlitz (Details)
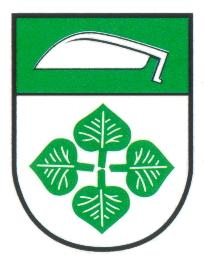
Stadt Bad Fallingbostel Ortsteil Dorfmark
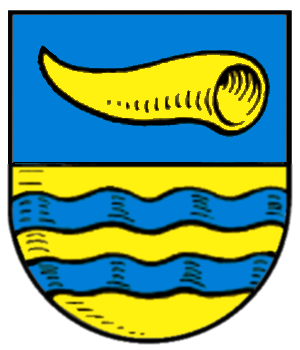
Stadt Walsrode Ortsteil Düshorn